# Софийский ледник
Софийский ледник — расположен на Южно-Чуйском хребте Алтайских гор, на юго-востоке Республики Алтай в Кош-Агачском районе. Имеет площадь около 17,6 км², длину до 8 км, толщину льда до 150 м, являясь, таким образом, одним из крупнейших ледников в регионе. Язык ледника спускается до высоты около 2500 м.
Ледник был впервые описан профессором Томского университета Василием Васильевичем Сапожниковым в период его экспедиций на Алтай с 1895 года. Около 150 его фотографий хранятся в Алтайском государственном университете.
На сегодняшний день Софийский ледник представляет собой разветвленную систему ледовых потоков, каждый из которых имеет свою область питания, постепенно разделяется на самостоятельные ледники. Ледник окружают достаточно значительные вершины — Брат (3885 м), Ксения (около 3500 м) и Сестра (3750 м). А от крупнейшего ледника на Алтае, Большого Талдуринского, Софийский отделён лишь небольшим горным хребтом — Талдуринской оградой. В настоящее время ледник отступает со средней скоростью 18,7 м/год при её вариациях 5-27 м/год, оставляя после себя ярко выраженные формы рельефа — морены, кары и т. д. За полвека наблюдений его длина в некоторых местах сократилась до 1000 м.
Из подножья Софийского ледника берёт начало река Аккол.
Ледник достаточно популярен среди альпинистов, здесь проложено несколько туристических маршрутов.